# Észak-reykjavíki választókerület

Elhelyezkedése

Az Észak-reykjavíki választókerület (izlandiul Reykjavíkurkjördæmi norður, kiejtése: ˈreiːcaˌviːkʏrˌcʰœrˌtaiːmɪ ˌnɔrðʏr̥) Izland hat választókerületének egyike, amely tizenegy képviselőt küldhet a parlamentbe.